# Dejan Janković
Dejan Janković (Дејан Јанковић; sinh 6 tháng 1 năm 1986 ở Bečej) là một tiền vệ bóng đá Serbia hiện tại thi đấu cho FK Radnik Bijeljina ở Giải bóng đá ngoại hạng Bosnia và Herzegovina.